# WP (telewizja)
WP (Telewizja WP lub Telewizja Wirtualna Polska, do 8 grudnia 2016 jako WP1) – polska stacja telewizyjna o charakterze uniwersalnym.
Stacja jako jeden ze zwycięzców konkursu otrzymała koncesję na nadawanie naziemne w MUX8 DVB-T. Testy stacji rozpoczęły się 10 października 2016 roku – emitowano planszę z nazwą stacji i sygnałem kontrolnym. 2 grudnia 2016 o 16:50 programem informacyjnym prowadzonym przez Macieja Orłosia program rozpoczął regularną emisję.

## Historia
31 grudnia 2016 w telewizji wyemitowano Sylwester Wrocławski po tym, jak TVP zrezygnowało z emisji imprezy w tym mieście. Imprezę prowadziły Katarzyna Krupa i Małgorzata Tomaszewska. Gospodyniami domówki były zaś Kinga Kwiecień i Nikola Zbyszewska.
W marcu 2017 ze stanowiska prezesa zrezygnował Wojciech Pawlak, a miejsce dyrektora programowego objęła Barbara Bilińska (poprzednio to samo stanowisko pełniła w Zoom TV).
Od 26 maja 2017 stacja nadaje wieczorami filmy, a także w weekendy. Od lipca 2017 poranne pasmo #dzieńdobryWP zostało przekształcone w #dzieńdobrylatoWP nadawane w weekendy o godzinie 09:00. Pod koniec lipca z anteny zniknął program #Infoteka, ten sam los spotkał pod koniec września: serwis informacyjny #dziejesię 16:50, magazyn poranny #dzieńdobryWP i plotkarski "Pudelek Show". 13 kwietnia 2018 roku dziennikarz Maciej Orłoś w serwisie społecznościowym Facebook poinformował o swoim odejściu z telewizji Wirtualnej Polski z dniem 1 kwietnia tego samego roku. Maciej Orłoś był prowadzącym na antenie stacji talk-show Orłoś kontra oraz Mistrzowie kabaretu, a wcześniej programów informacyjnych #Infoteka i #dziejesię 16:50.
Od 11 marca 2022 roku obowiązuje nowa oprawa graficzna.

## Twarze telewizji

### Obecnie
- Agnieszka Kopacz – WP Ekspress, dawniej także jako korespondentka programu #dziejesię
- Jakub Jankowski – WP Raport
- Klaudiusz Michalec  – W Polskę na weekend, dawniej korespondent programu #dziejesię[13]

### Dawniej
- Marcin Antosiewicz – #dziejesię 16:50
- Michał Siegieda – #dziejesię 16:50
- Małgorzata Serafin – #dziejesię 16:50, #dzieńdobryWP, #dzieńdobrylatoWP, dawniej także #dziejesię 18:30
- Patryk Ignaczak – Pogoda, lektor programu #dziejesię 16:50
- Igor Sokołowski – dzieńdobryWP, dziejesię 18:30, #dziejesię 18:50
- Karolina Jakobsche – #dziejesię 18:50, korespondentka #dziejesię 16:50 / 18:30
- Kamila Biedrzycka-Osica – dzieńdobryWP', #dziejesię 16:50 / 18:30 / 18:50
- Małgorzata Ohme – dzieńdobryWP
- Katarzyna Krupa – dzieńdobryWP
- Marcin Mazur – korespondent #dziejesię 16:50 / 18:30
- Monika Kapinos – Pogoda, #Infoteka
- Nikola Zbyszewska – Pogoda
- Aleksandra Szwed – Być jak modelka
- Bilguun Ariunbaatar – Pudelek Show
- Małgorzata Tomaszewska – Pudelek Show
- Maciej Orłoś – Orłoś Kontra, Mistrzowie Kabaretu, dawniej także #Infoteka, #dziejesię 16:50[11]
- Marek Kacprzak – WP Raport, Tłit - rozmowa na koniec tygodnia[14]

## Programy telewizji

### Obecnie
Publicystyka i informacje
- WP News – serwis informacyjny emitowany na żywo od poniedziałku do piątku o 7:00.
- Tłit – rozmowa na koniec tygodnia – program publicystyczny będący rozmową z zaproszonym gościem w oparciu m.in. o komentarze w internecie i pytania internautów emitowana w Telewizji WP w piątek o 6.20[15].

#### Lifestyle i technologia
- WP Ekspress – program łączący tematy lifestyle, kultury i nowe technologie.
- Klika Pudelka – magazyn plotkarski, we współpracy z portalem Pudelek.pl[16].
- W Polskę na weekend – magazyn podróżniczy.

#### Seriale
- Sześć sióstr
- B&B Słowa i słówka
- Drogi sąsiedzie
- Katarzyna
- Kobiety w czerni
- Kochanki
- Koniec defilady
- Orphan Black
- Scott i Bailey
- Śmierć pod palmami
- The Manor House
- Więźniowie wojny
- Włoskie porządki
- Z pamiętnika położnej
- Ucho Prezesa[17]

#### Inne programy
- Niszcząca siła natury
- Mały dom, wielkie możliwości
- Seks wpadki
- Kocham, ale kłamię
- Magia przedmiotów
- Być jak modelka – program o kulisach pracy modelek, prowadzi Aleksandra Szwed,
- Connected – połączeni
- Królewskie menu
- Milioner na stażu
- Młodzi lekarze
- Pokochaj lub sprzedaj – Wakacyjne domy
- Ta druga
- Magia przedmiotów
- Jak zarobić na remoncie
- Wielkie przeprowadzki
- Luksusowe rezydencje
- Hot lista OPEN.FM - program muzyczny przygotowany we współpracy z polskim radiem internetowym - Open.fm[18].

### Dawniej

#### Publicystyka i informacje
- #dzieńdobryWP – poranne pasmo publicystyczno – lifestylowe prowadzone przez Małgorzatę Serafin. Na czas wakacji zastąpione przez #dzieńdobrylatoWP.
- #dziejesię 16:50 – codzienny, 15-minutowy serwis informacyjny, w którym prowadzący przedstawiali wydarzenia dnia ze świata polityki i show-biznesu.
- #dziejesię 18:30 – wydanie główne programu #dziejesię.
- #dziejesię 18:50
- #dzieńdobryWP 09:00 – część publicystyczna porannego pasma.
- #dzieńdobryWP – program łączący lifestyle, show-biznes, publicystykę oraz poradnik emitowany na żywo od poniedziałku do piątku od 8:00 do 9:00, w weekendy wybrane fragmenty z pasma w tygodniu.
- Pogoda – prognoza pogody nadawana około 18:50 w tygodniu roboczym.
- WP Raport - serwis informacyjny Telewizji WP emitowany od wtorku do piątku o 6:00[19].

#### Lifestyle
- #dzieńdobryWP 10:00 – część lifestylowa porannego pasma.
- #Infoteka – informacyjno-rozrywkowy program. Program nadawany był od poniedziałku do piątku o godzinie 18:30 do końca lipca 2017.
- Pudelek Show – magazyn plotkarski, we współpracy z portalem Pudelek.pl.

#### Rozrywka
- Orłoś Kontra – late night show Macieja Orłosia[11].
- Mistrzowie Kabaretu – program rozrywkowy, w każdym odcinku gościem był inny kabaret. Gospodarzem programu był Maciej Orłoś[11].

## Dostępność
- Polsat Box Go
- DVB-T – pozycja nr 41
- Platforma Canal+ – pozycja nr 69
- Polsat Box – pozycja nr 104
- Orange TV – pozycja nr 35
- Play Now TV - pozycja nr ???

Stacja jest też dostępna w kablówkach.